# Ісландська опера
Ісландська опера (ісл. Íslenska óperan) — єдиний оперний театр у Ісландії, розташований у столиці держави місті Рейк'явіку; одна з наймолодших опер у столицях європейських держав; значний культурний осередок країни.

## Загальні дані
Ісландська опера розташована в центрі Рейк'явіка в історичній будівлі Ґамла біо (Gamla bíó) за адресою:
Ingólfsstræti, м. Рейк'явік—1416 (Ісландія).
Будинок був побудований у 1927 році для Рейк'явіцького Біографтеатру (Reykjavíkur Biograftheater) данським фотографом Петером Петерсоном (Peter Petersen). Первинно він мав залу на 602 посадкові місця, але з реконструкцією будівлі для потреб оперного театру глядацька зала розрахована на 479 місць.
Чинний генеральний директор Ісландської опери — Стефан Бальдурссон (Stefán Baldursson).

## З історії театру
Вже від зведення у 1927 році будинок Ґамла біо (Gamla bíó) використовувався як культурний осередок.
Якщо питання про створення власне оперного театру в Рейк'явіку (Ісландії) постало наприкінці 1970-х років, то це не значить, що опери в країні не ставились — їх постановки відбувались на сцені Національного театру Ісландії.
Зі створенням же окремого оперного колективу ісландське оперне мистецтво вийшло на якісно новий рівень. У 1982 році будинок Ґамла біо був придбаний Ісландською оперою, у ньому було здійснено необхідну реконструкцію. Відтак 9 січня 1982 року відбулась прем'єрна вистава «Циганський барон» Й. Штрауса.
Однією з пріоритетних цілей Ісландської опери від самого початку її існування було зміцнення професійної основи для ісландської музичної культури, розвиток мультикультурного і художнього середовища країни.
Заклад є відкритим, як для здійснення масштабних амбітних проектів, переважно із залученням зарубіжних, зокрема шведських фахівців, так і суто національних камерних заходів. У будинку оперного театру часто відбуваються концерти, театральні та оперні вистави, різноманітні культурні заходи, вечори, творчі зустрічі тощо.
Нині (2000-ні) Ісландська опера здійснює 2-4 постановки вистав на сезон. При тому, що більшість співаків і творчого складу є ісландцями, в трупі є також й іноземні учасники. Ісландська опера є некомерційною неприбутковою організацією, і до 70 % свого бюджету субсидується урядом країни.

## Виноски
1. ↑  (Про оперу) [Архівовано 19 лютого 2010 у Wayback Machine.] на Офіційний сайт [Архівовано 5 березня 2010 у Wayback Machine.] (ісл.)
2. ↑  Ісландська опера [Архівовано 16 лютого 2010 у Wayback Machine.] на Офіційний сайт [Архівовано 5 березня 2010 у Wayback Machine.] (англ.)

## Джерело-посилання
- Офіційний сайт [Архівовано 5 березня 2010 у Wayback Machine.] (ісл.) (англ.)